# MØSI
MØSI est un groupe de musique breton créé en 2015, composé de Marien et Melen Joly, deux frères originaires de Quimper. Ils sont connus pour leur style "musique de bal" très en vogue dans le Finistère. 
Installés à Montréal pour leurs études, puis leur vie professionnelle, ils se produisent au Québec, en France et en Belgique. Leur troisième album, La mise en scène volontaire de l’échec, sort à la fin de l’année 2017 après un financement participatif. Après la sortie d’un nouvel album, Oiseau bleu sur fond mort fin 2019, leur 200e concert a eu lieu au Finnegan's à Quimper en 2020.